# ウィリアム・トレイル

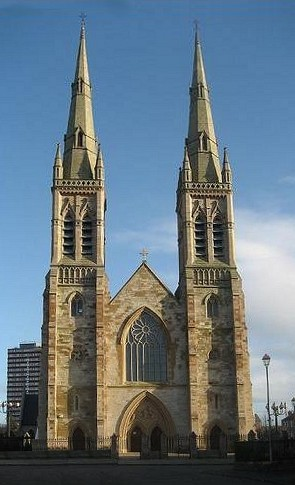
Down and Connorの教会

ウィリアム・トレイル（英: William Trail , Traill、1746年6月23日 – 1831年2月3日
）はスコットランド出身の数学者。数学の教科書の著者として有名。人生の大半を北アイルランドで過ごした。 エディンバラ王立協会フェロー、Royal Irish Academyフェロー。

## 経歴
トレイルの家系に関する情報は不明な点が多い。英国人名事典には、セント・モナンズ牧師のウィリアム・トレイル（William Trail、1712–1756）と、メアリー・トレイル（Mary Trail,1731–1756）の息子であるとの記述がある。哲学協会はジェームズ・トレイルの子としている。ジェームズは1756年に北アイルランドの牧師になるためスコットランドを去り、1765年にBishop of Down and Connorを得て、1783年に没している。彼の祖母アグネス・トレイル（Agnes Trail）を通して、幼きウィリアムは数学者ジョージ・ルイス・スコットと親戚であり、二人は頻繁に文通した。
1759年、マーシャル・カレッジに入学し、1763年グラスゴー大学に越した。 ロバート・シムソンの下で学び、1766年修士を獲得した。
1766年、ジョン・プレイフェアとロバート・ハミルトンとの競争に勝ち、マーシャル・カレッジの数学長の地位を得た。
1776年、退職して北アイルランドに移り、父の下でDown,Connor教区 (Roman Catholic Diocese of Down and Connor) の長になった。その後も、アイルランド聖公会にとどまり、残りの人生の49年間、宗教的な義務を果たした。
1783年、エディンバラでエディンバラ王立協会共同創設者の1人になった。
1821年頃、バースで妻ともに引退し、1831年没した。

## 出版物
1770年、「Elements of Algebra for the use of Students in Universities」を出版した。この作品は彼の功績の中でもっとも有名なもので、絶大な人気を誇った。
トレイルはまた、1812年にロバート・シムソンの伝記を出版したことでも知られる。ただし、伝記自体はあまり評価されいていないが、シムソンとその幾何学研究の直接的な情報を後世に伝えた。

## 家族
1799年、フランシス・チャータリスの末娘フランシス・チャータリス（Frances Charteris ,1754-1848）と結婚した。 